# La femis
Європе́йський фо́нд авдіовізуа́льних профе́сій (фр. Fondation européenne des métiers de l'image et du son, абревіатура — фр. Femis) — французька державна кіношкола у Парижі.

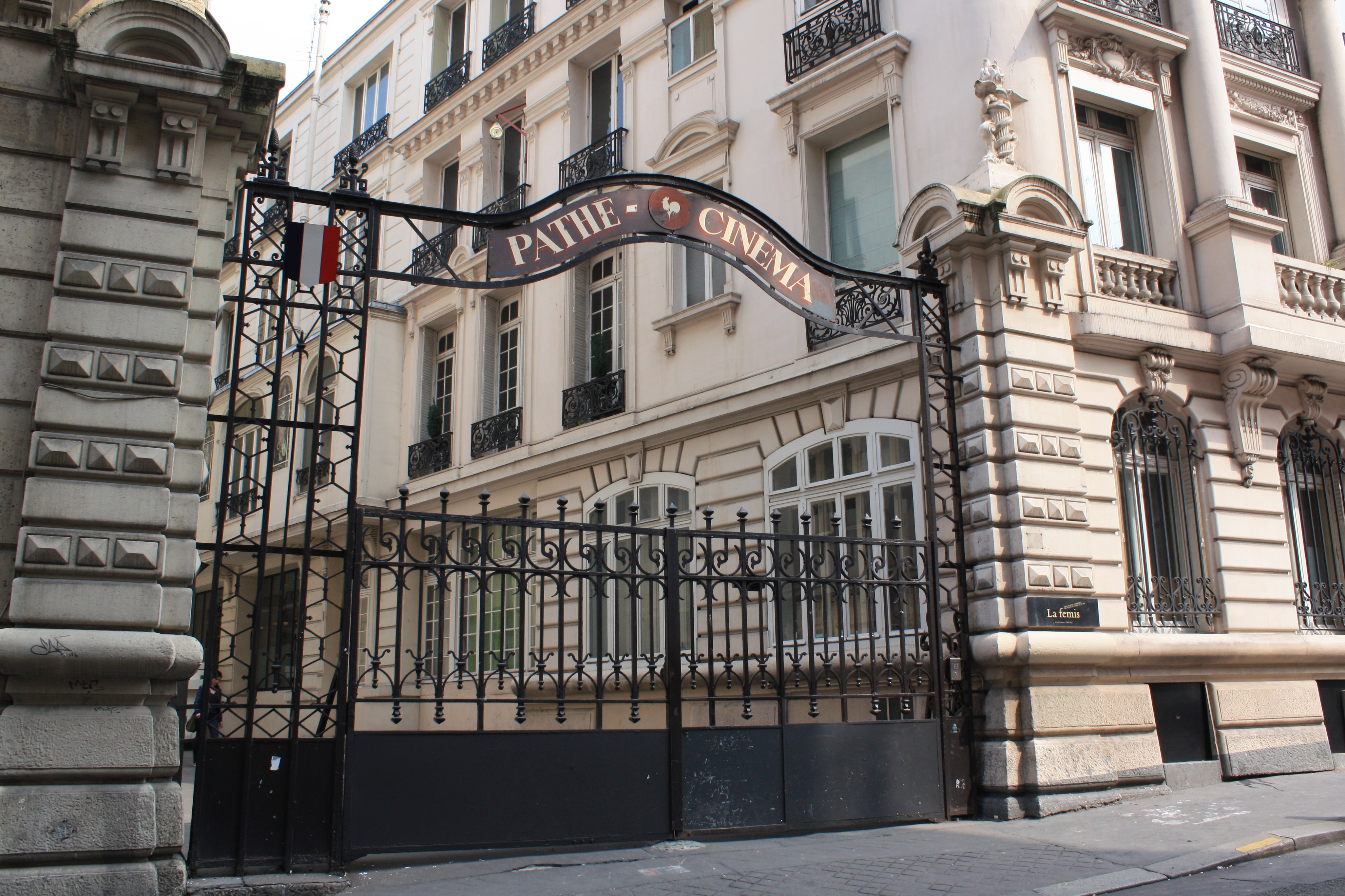
Кіношкола Pathé-cinéma (Femis) в Парижі

Вона підготувала понад 600 фахівців для кіно та телебачення.
У 2012 році кіножурнал Голлівуд-репортер поставив La Fémis на шосте місце в рейтингу американських шкіл. У 2014 році в рейтингу найкращих шкіл за межами Сполучених Штатів журнал поставив школу на третє місце, після Національнj] школb кіно і телебачення у Лондоні та Національної кіношколи в Лодзі. Її випускники 11 разів отримували три найпрестижніші у світі кінопризи, Золоту пальмову гілку Каннського кінофестивалю, Золотого лева Венеціанського кінофестивалю та Золотого ведмедя Берлінського міжнародного кінофестивалю, що робить її найоціненнішою кіношколою у світі, передуючи Пекінський фільм. Академії та школи мистецтв Тіш у Нью-Йорку, здобувши ці три нагороди.

## Історія
З 1944 по 1985 рік IDHEC (Institut des hautes études cinématographiques) був головною французькою кіношколою, яка навчала 1439 французьких та іноземних кінопрофесіоналів.
У 1985 році школа була реорганізована під керівництвом тодішнього міністра культури Джека Ленга, а La Fémis була створена в 1986 році. Спочатку її президентом був сценарист Жан-Клод Карр'єр, а директором був Джек Гайос.
Коли було створено La Fémis, школа мала сім викладацьких відділів: режисури, сценарію, зображення, звуку, монтажу, постановки та сценографії. У 1992 році був доданий курс безперервності сценарію, а у 2003 році — курс розповсюдження/використання. Нарешті, майстер-клас, європейська програма навчання виробництва, була створена спільно з Filmakademie Baden-Württemberg, Людвігсбург, Німеччина в 2002 році. La Fémis повноправний член CILECT, міжнародної мережі кіношкіл.
Зараз школа є громадським закладом, підпорядкованим Міністерству культури та зв’язку. Школа вперше відкрилася в Токійському палаці (Париж 16e), переїхавши 15 лютого 1999 року до старої Rapid Film — Pathé Studios за адресою 6, rue Francoeur (18e). Їх засновник і французький продюсер прем'єр-класу Бернар Натан був депортований нацистами в 1942 році.
У 2019 році головою ради був призначений французький режисер Мішель Хазанівічус.

## Навчальна програма
Студенти за основним навчальним планом проходять чотирирічний курс навчання. Протягом першого року всі вони дотримуються одного загального курсу: приступають до різних робіт, пов’язаних із створенням фільмів, експериментують на кожній технічній посаді в знімальній групі.
Протягом другого та третього курсів вони навчаються за спеціальною програмою залежно від обраного факультету, включаючи теоретичні заняття, вправи, дні, присвячені аналізу фільмів, аналітичні семінари та колективні вправи зі створення фільмів. Вони проводять свій четвертий рік, виконуючи індивідуальний проєкт закінчення навчання (відомий як "travail de fin d'étude" або TFE) і беруть участь у проєктах своїх однокласників.
Загалом, школа покликана розвивати прикладну кінефілію, в якій вивчення фільмів минулого і сьогодення забезпечує передові навички в практичних аспектах кіновиробництва; Випускники, які повертаються, як Жан Поль Сівейрак, які повертаються до себе, ведуть семінари, продовжують цю традицію заохочення передових авторських амбіцій серед нових студентів.

## Випускники
- Тодорос Ангелопулос
- Жан-Жак Анно
- Ален Рене